# Dreams (пісня The Game)
«Dreams» — пісня американського репера The Game, п'ятий офіційний сингл з його дебютного альбому The Documentary. Продюсером треку виступив Каньє Вест, використавши семпл «No Money Down» соул-виконавця Джеррі Батлера. Пісня є триб'ютом до Єтунде Прайс (зведеної сестри зірок тенісу Серени та Венери Вільямс), яку було застрелено 14 вересня 2003 року. Сестри Вільямс родом із того ж міста, що й The Game — Комптона що у Каліфорнії. Крім того, пісня відома деякими неточностями у ліриці: «Я прокинувся з тієї коми 2001, саме в той час, коли Dre випустив 2001» (I woke up from that coma 2001, about the same time Dre dropped 2001). Це неправильне порівняння оскільки альбом Dr. Dre 2001 насправді вийшов 1999 року. Пісня посіла 16-те місце About.com's Best Hip-Hop Songs of 2005. R&B-співачка та актриса Майя з'явилася у відео до цього треку.
Пісні не вдалося повторити успіх попередніх двох синглів у чарті, вона досягла 32-ї позиції у Billboard Hot 100 та 12-ого рядка у  Hot R&B/Hip-Hop Songs. Хоча сингл був комерційно успішним у Великій Британії, посівши 8 місце у чарті UK Singles Chart.

## Історія
The Game:
Вперше я зустрів Каньє на тій здоровенній вечірці, яку влаштував Неллі в Найктауні. Я був там наче король фрістайлу і саме тому після вечірки мені сказали: «Он того ніґґера звати Каньє Вест і він хоче влаштувати з тобою батл». Я чув про нього до того, але не знав, що він ще й репер, думав, він тільки продюсує треки. Ми вийшли на стоянку, і тут виходить він у своїх вузьких джинсах, у гуді від Nike і Air Max, і я такий: «І ти той чувак?! Ось це?» Ми почали фрістайлити. Іноді, коли я кажу, що програв якусь битву, то тільки цю. Адже Каньє порвав мою дупу, с*чки сміялися, це було щось безумне. Втім, згодом ми знову зустрілися в Мелроуз, і цього разу я дещо приготував для нього. Я і Каньє пройшли довгий шлях, і я готовий набити морду будь-кому за нього.
Так от, Каньє подзвонив мені та сказав: «Йов, ти не повіриш, що за л*йно у мене є для тебе. Називається Dreams». І він розказав мені все, про що я мріяв у своєму житті — безумне л*йно. Він просто безумний. Потім він прислав мені біт, а згодом приїхав в Лос-Анджелес і ми зустрілися в студії, де я написав один куплет. Всі почали говорити, що вийшло дуже круто, і під їхнім тиском мені довелося писати другий куплет. Все ж я не зміг закінчити, бо були речі, про які я хотів згадати, але вони ніяк не хотіли вкладатися у рядки.

І ця творча криза тривала близько двох місяців. Потім, коли я був удома, і не пам'ятаю, що в дідька трапилося, але щось підштовхнуло мене піти сісти на диван і вставити диск із бітом у древній CD-плеєр. Я програвав біт близько 4 годин і слова почали приходити до мене. Це був один із перших треків, які я зробив на Aftermath».

Майк Лінн (A&R на Aftermath):
Одного разу The Game прийшов до мене і сказав, що йому набридло сидіти, склавши руки, тож він хоче нарешті випустити свій альбом. Ми сказали: «Гаразд, постав мені свої записи». Ми прослухали весь альбом і сказали: «Мужик, ми це випускати не будемо». Та версія альбому, яка потрапила в крамниці, вмістила єдиний трек із тієї версії, що приніс нам тоді The Game. Це трек «Dreams».
Всі пісні на The Documentary було записано після  «Dreams». Тільки тоді, коли я дав послухати Дре «Dreams», він сказав: «Ок, ми готові починати робити альбом для цього чувака». Ми записали приблизно 30 пісень до «Dreams», але тільки після неї ми зрозуміли, що він дійсно готовий до запису альбому. До цієї пісні ми бачили лише деякий матеріал для мікстейпів, усе, що не підійшло б для справжнього альбому. Цей трек надихнув Дре почати серйозно працювати над альбомом. Дре не працював з Геймом до цього.

Пізніше ми стали розуміти: «Окей, тепер у нас є сильні пісні й пора задуматися про декілька синглів». І тоді ми подумали: чому б не запросити 50 Cent для допомоги в роботі над альбомом? На той час 50 був зіркою хіп-хопу, що сходила, і таким було наше рішення. The Game не зміг би заперечити, якби захотів. Я хочу сказати, що він нас про це не просив. Це було рішення Дре, Джиммі Йовіна та моє. Після того, як ми запросили 50, саме з'явилося «This Is How We Do It» і ще багато інших пісень. Ось коли все по-справжньому почалося».

Анджело Сандерс (A&R на Aftermath):
«Єдине, що спрацьовує з Дре: вам потрібно його здивувати. Він працює лише з досконалими, беззаперечними речами. Ти не можеш принести йому послухати якесь л*йно і ти не можеш програти йому якісь звичайні пісні з альбому. Спочатку найкраще, що маєш, а тоді вже простіші пісеньки. «Окей, це дійсно надто особиста пісня для тебе, ми знайдемо їй місце на альбомі, але спочатку постав те, що має стати хітами, на твою думку». Коли Дре почув «Dreams», він сказав: «Вау, це дійсно крутий трек». Коли навколо тебе Ем, 50 і Snoop випускають пісні, дуже тяжко появитися на радарі разом із ними. Коли намагаєшся відповідати їхньому рівню на Aftermath. Ви бачили дуже багато артистів на Aftermath, які так і не змогли переступити через певну планку і про чиї пісні не можна було сказати: «Це те, що варте вийти з печаткою Aftermath».

## Музичне відео
Дія у кліпі починається тією трагічною ніччю, коли The Game було підстрелено; далі зображено час, коли він відновлювався, прокинувшись від коми; як згодом працював разом із Дре в студії. Також у кліпі з'явилася відома R&B-співачка і актриса Майя, співаки Френкі Беверлі та Джеррі Батлер. Оскільки пісня є досить похмурою, кліп також виконано у такому стилі, і все завершується у невеликому приміщенні, де The Game перебуває на самоті з великими стелажами заповненими свічками, що палають. На одному з останніх кадрів The Game тримає свого сина, цей кадр згодом з'явився у буклеті до альбому.